# جيمس د. وليامز (سياسي)
جيمس د. وليامز (بالإنجليزية: James D. Williams)‏ هو سياسي أمريكي، ولد في 18 فبراير 1943 في بالتيمور في الولايات المتحدة، وتوفي في 13 مارس 1985 في فيلادلفيا في الولايات المتحدة. حزبياً، نشط في الحزب الديمقراطي. وقد انتخب عضو مجلس نواب بنسيلفانيا.